# オ・ハナ
オ・ハナ(朝鮮語: 오하나、1985年1月8日 - )は、韓国の女性フェンシング選手である。京畿道城南市出身。

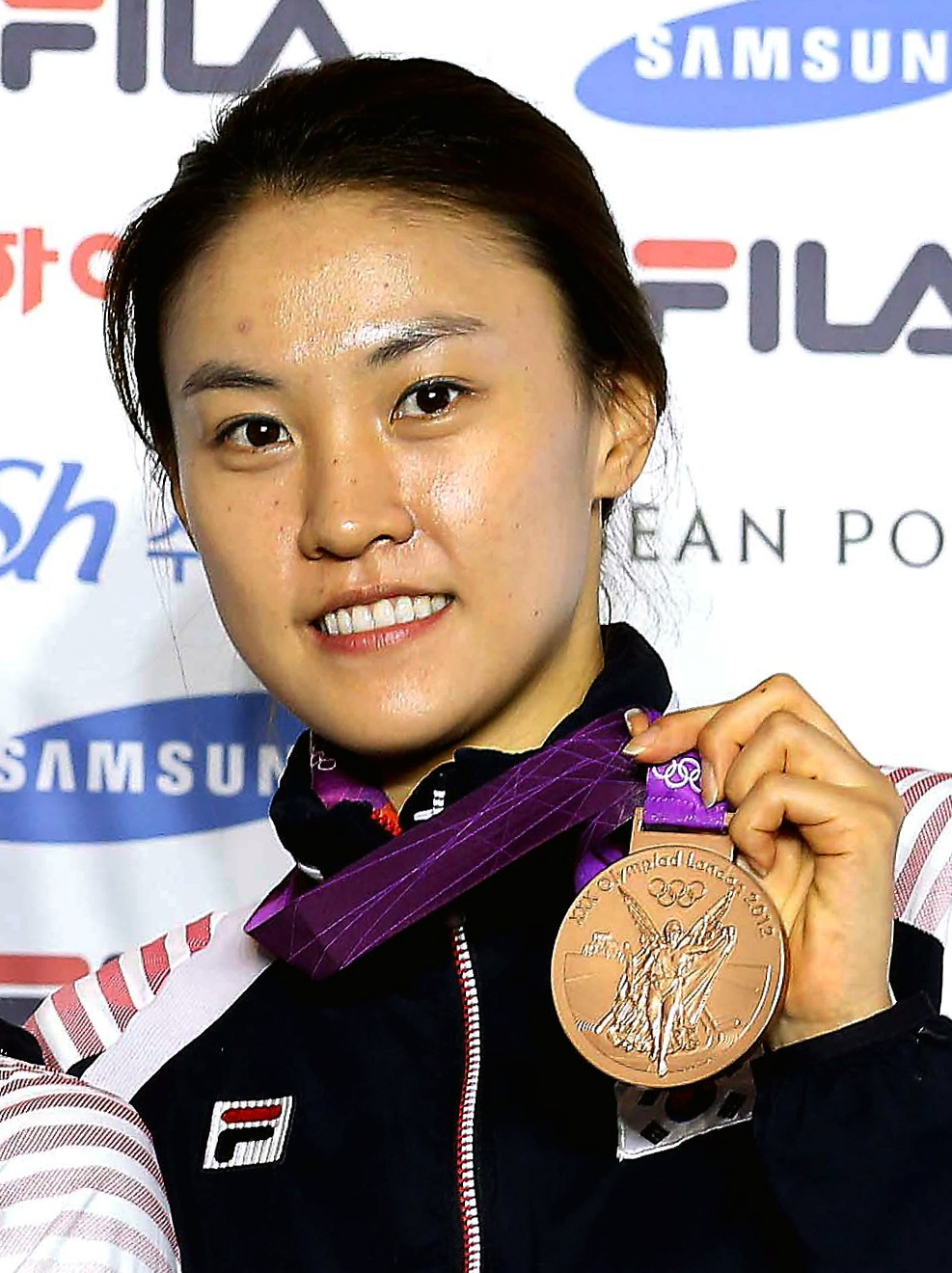
2012年ロンドンオリンピックにて

## 経歴と学歴
- 2005年夏季ユニバーシアード大会女性フェンシング代表
- 2007年バンコク夏季ユニバーシアード大会女性フェンシング代表
- 2010年アジア大会女性フェンシング代表
- 2012年夏季五輪女性フェンシング代表
- 誠信女子大学校大学院